# William Bosworth Castle
William Bosworth Castle (Cambridge, 21 ottobre 1897 – 9 agosto 1990) è stato un medico statunitense.
Era figlio del genetista William Ernest Castle e della moglie Clara Sears Bosworth. 
Docente all'Harvard University dal 1937, fu tra i massimi esperti di anemia perniciosa. Definì l'ematologia come la "arte descrittiva di una scienza dinamica e interdisciplinare".

## Biografia
Frequentò l'Harvard College e quindi Harvard Medical School, facoltà di medicina dell'Università di Harvard. Conseguita la laurea entrò nel 1921 come medico interno nel Massachusetts General Hospital, ove rimase due anni.
Nell'ospedale venne a contatto con grandi clinici di quel tempo, quali Chester M. Jones, con il quale collaborò alla sua prima pubblicazione medica, ed il futuro Premio Nobel per la medicina (1934, insieme a William Parry Murphy e George Hoyt Whipple) George Richards Minot, che divenne il suo mentore.
Nel 1923 Castle accettò un posto nel laboratorio di Cecil Drinker presso la Harvard School of Public Health.
Nel 1925 Castle tornò ad un'attività clinica al Thorndike Memorial Laboratory, al servizio di Harvard, presso il Boston City Hospital; egli rimase alla facoltà di medicina Harvard Medical School per tutta la sua carriera.
Nel 1931 divenne membro dell'American Academy of Arts and Sciences Nel 1939 Castle fu eletto alla National Academy of Sciences: fu il primo caso in cui padre (William Ernest) e figlio furono membri dell'Accademia contemporaneamente. 

## Opera
William B. Castle scoprì il fattore intrinseco gastrico (o fattore gastrico antipernicioso), la cui assenza causa l'anemia perniciosa. Nel 1931 si recò a Porto Rico per un progetto di salute pubblica sponsorizzato dalla International Health Division della Fondazione Rockefeller. Egli condusse uno studio durato parecchi mesi per la Commissione Rockefeller sull'Anemia, nel tentativo di combattere l'anchilostomiasi nei Caraibi. Questo tipo di anemia era diffuso nelle isole caraibiche a causa di un parassita endemico, l'anchilostoma, e la sprue tropicale. Castle era assistito da Cornelius P. Rhoads, affiliato all'Università Rockefeller di New York, che diverrà poi direttore del Memorial Sloan-Kettering Cancer Center.
Essi mostrarono che la sprue tropicale era causata dall'impermeabilità intestinale a questo e ad altri fattori ematopoietici nel cibo. Essi riuscirono a trattare con successo la sprue tropicale utilizzando estratto di fegato. Questa malattia è ancora un problema a Porto Rico, ma la malattia può essere trattata con acido folico e una somministrazione di antibiotici che può durare dai tre ai sei mesi.
In studi correlati, Castle individuò la necessità di ferro per il midollo osseo che produce l'emoglobina: senza una adeguato apporto di ferro nella dieta bambini ed adulti sviluppano l'Anemia sideropenica, un flagello comune.
Castle ed I suoi collaboratori caratterizzarono successivamente le carenze dei globuli rossi, che sono responsabili della emoglobinuria parossistica notturna e della sferocitosi ereditaria. Essi compirono anche importanti ricerche sull'anemia falciforme, una malattia genetica molto diffusa fra le etnie africane.
Nel 1945 Castle ed il biochimico Linus Pauling viaggiarono insieme su un vagone letto da Denver a Chicago. Durante il viaggio Castle parlò a Pauling di alcuni lavori che egli stava conducendo a proposito dei globuli rossi nei casi di anemia falciforme e citò il fatto che quando le cellule dei globuli rossi si modificavano, esse cambiavano forma e mostravano una birifrangenza alla luce polarizzata. Castle riteneva che ciò era dovuto ad un qualche genere di allineamento o orientamento delle molecole, suggerendo che questo era un tipo di fenomeno al quale Pauling poteva essere interessato. Lo fu: infatti, l'anno successivo, Pauling ed i suoi colleghi del Caltech iniziarono a studiarlo e infine mostrarono che l'emoglobina nei globuli rossi dell'anemia falciforme era anomala. Questa scoperta, che Pauling chiamò malattia molecolare fu rivoluzionaria.